# Ermita de la Mare de Déu de la Misericòrdia
L'ermita de la Mare de Déu de la Misericòrdia és un temple situat en la carretera N-340, en el municipi de Meliana. És un Bé de Rellevància Local amb identificador número 46.13.166-002.

## Història
Encara que el temple actual es va edificar en 1906, la tradició d'aquesta ermita es remunta a la batalla del Puig (1237), que va permetre l'adquisició d'aquestes terres per Jaume I d'Aragó. També es conservava aquí una creu de terme del segle xv.
L'edifici estava en un extrem de la població, però el desenvolupament urbanístic va portar al fet que quedés a la fi del segle XX i inicis del XXI envoltat d'edificis d'habitatges de molt major volum que el temple. A inicis del XXI, el temple presentava símptomes de deteriorament i abandó que van portar a la seva restauració.

## Descripció
Encara que envoltada d'edificis d'habitatges, l'ermita es troba exempta, envoltada d'un jardí barrat per un mur de maó amb reixats metàl·lics.
La façana està dividida verticalment en tres parts, trobant-se en la central la porta d'accés, emmarcada en arcs de mig punt que imiten l'estil romànic. Sobre ella i emmarcat per un arc també de mig punt, es troba un grup de tres finestres allargades, sent la central més alta que les laterals. Està rematada la façana per un frontó triangular sobre el qual s'alça una espadanya que alberga una campana. Sobre l'espadanya hi ha una creu de ferro.
L'edifici és de planta de creu llatina. Els braços estan coberts per teulades a dues aigües, i en el creuer s'aixeca un cimbori octogonal. L'interior s'il·lumina a través de les finestres de la façana, dotades de vidrieres, i per òculs situats en el creuer.
El terra de la nau i el creuer estan revestits amb mosaics Nolla, fabricats per una empresa melianera.